# Universidad de Aberystwyth
La Universidad de Aberystwyth (galés: Prifysgol Aberystwyth; inglés: Aberystwyth University) es una universidad pública situada en Aberystwyth, Gales. Aberystwyth fue miembro fundador de la antigua universidad federal de Gales. La universidad cuenta con aproximadamente 8.000 estudiantes matriculados en seis institutos académicos. 
La universidad se fundó en 1872 con el nombre de Colegio Universitario de Gales, Aberystwyth, y participó en la creación de la Universidad de Gales en 1894. A mediados de la década de 1990 la institución cambió su nombre y pasó a llamarse Universidad de Gales, Aberystwyth. La Universidad de Gales dejó de ser una universidad federal el 1 de septiembre de 2007 y Aberystwyth siguió adelante como una institución independiente.

## Historia

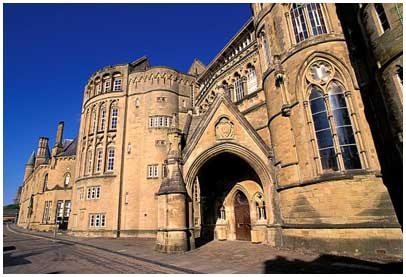
Antiguo colegio.

A mediados del siglo XIX, algunos galeses ilustres abogaban por la creación de una universidad propia en el Principado. Uno de ellos fue Thomas Nicholas, cuyo libro publicado en 1863, Middle and High Class Schools, and University Education for Wales, se dice que "ejerció una gran influencia en los galeses que habían tenido acceso a la educación".
Fundada gracias a donaciones públicas y privadas, y con los fondos de cinco comités regionales (Londres, Mánchester, Liverpool, Norte y Sur de Gales) para el mantenimiento durante los tres primeros años, la universidad abrió sus puertas en 1872 con 26 estudiantes. Thomas Charles Edwards fue el primer rector. En octubre de 1875, varias capillas de Gales recolectaron más fondos de un total de 70.000 contribuyentes. Los alumnos que quisieran matricularse en la universidad tenían que dar un examen de acceso obligatorio en la Universidad de Londres, algo que cambió en 1893 cuando la institución pasó a formar parte de la Universidad de Gales. Las mujeres no fueron admitidas hasta 1884.

## Organización y administración

### Departamentos e institutos
- Arte
- Ciencias de la Información
- Derecho y Criminología
- Escuela de Educación y Educación Permanente
- Escuela Empresarial de Aberystwyth
- Estudios de Teatro, Cine y Televisión
- Física
- Galés
- Geografía y Ciencias Geológicas
- Historia e Historia de Gales
- Informática
- Inglés y Escritura Creativa
- Instituto de Ciencias Biológicas, Ambientales y Rurales
- Lenguas Modernas
- Matemáticas
- Política Internacional
- Psicología

## Campus

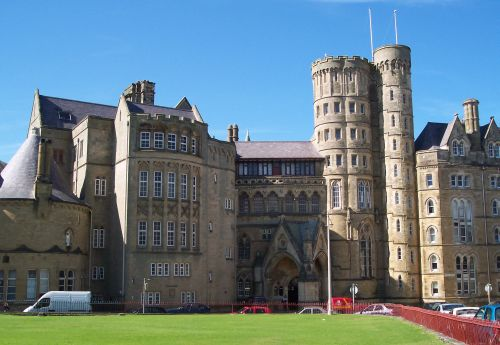
Entrada este del Antiguo Colegio.

El campus principal de la universidad se encuentra en Penglais Hill, mirando hacia Aberystwyth y la Bahía de Cardigan, e incluye la mayoría de los edificios de la universidad, el Centro de las Artes, el Consejo de Estudiantes, y muchas otras residencias estudiantiles. Justo debajo del campus de Penglais se ubica la Biblioteca Nacional de Gales, una de las cinco bibliotecas depositarias del Reino Unido. El paisajismo del campus de Penglais tiene relevancia histórica y aparece en la lista del gobierno británico. Según la lista patrimonial del Cadw: 

"El paisajismo de los campus de la Universidad de Gales, Aberystwyth, en especial del antiguo campus de Penglais, es de un interés histórico excepcional al ser uno de los esquemas paisajísticos modernos más importantes de Gales...Una parte del campus de Penglais fue diseñada por la conocida arquitecta paisajista Brenda Colvin y es uno de sus pocos diseños que han sobrevivido a nuestros días. Un número de mujeres han tenido un papel importante en el desarrollo y la instalación del lugar."

El Centro Llanbadarn está ubicado aproximadamente a 1,6 kilómetros del campus de Penglais, con la ciudad y la Bahía de Cardigan hacia el oeste y los Montes Cámbricos hacia el este.  El Centro Llanbadarn alberga la Escuela de Derecho de Aberystwyth y la Escuela de Ciencias Empresariales de Aberystwyth, que en su conjunto forman parte del Instituto de Ciencias Empresariales y Derecho. El departamento de Ciencias de la Información también se ubica allí. Asimismo, el campus de Llanbadarn alberga una rama del Coleg Ceredigion, otro centro de educación que no forma parte de la universidad.
El centro de investigación de ciencias geológicas y el centro principal del Instituto de Ciencias Biológicas, Ambientales y Rurales se encuentran en Gogerddan, en la periferia de la ciudad.
La Escuela de Arte se sitúa entre el campus de Penglais y el centro de Aberystwyth, en lo que antiguamente era el Laboratorio Químico de Edward Davies. El edificio, que forma parte del listado del Cadw, es otro ejemplo de la rica arquitectura de Aberystwyth.
El emplazamiento original de la antigua universidad se conoce como Antiguo Colegio (en inglés: Old College), que actualmente forma parte del proyecto Nueva Vida para el Antiguo Colegio que busca transformarlo en un centro integrado de intercambio de patrimonio, cultura, aprendizaje y conocimiento. 
La universidad también cuenta con una rama internacional en Mauricio. Aberystwyth Ltd., que opera con el nombre de Universidad de Aberystwyth (Rama del Campus de Mauricio) es la encargada de gestionar el campus. La institución está registrada como una entidad privada, según la Comisión de Educación Terciaria de Mauricio.

### Residencias de estudiantes
La mayoría de las residencias de estudiantes se encuentran en el campus. Al resto se puede acceder a pie desde el campus o desde el centro de Aberystwyth. La oferta varía desde residencias tradicionales con servicio de comidas hasta habitaciones con baño propio en régimen de alojamiento. También hay habitaciones de bajo presupuesto y apartamentos de lujo. Todas las residencias están conectadas por cable a la red de ordenadores de la universidad, así como a otra red de soporte. 
Campus Penglais
- Cwrt Mawr (Apartamentos en régimen de alojamiento, habitaciones individuales y dobles, capacidad aprox. 600 personas).
- Penbryn (residencia tradicional con comidas, capacidad 350)[5]
- Rosser (apartamentos en régimen de alojamiento, con baño incluido, capacidad 332), se expandió en 2011 para incluir apartamentos para alumnos de posgrado en Rosser G (capacidad 60)[6]
- Trefloyne (apartamentos en régimen de alojamiento, capacidad 146)[7]

Pentre Jane Morgan (Zona de estudiantes)
- Cerca de 200 casas individuales. Cada casa tiene capacidad para 5 o 6 estudiantes.[8]

Residencia de estudiantes de Fferm Penglais
- Alojamiento para estudiantes. Cuenta con estudios y apartamentos con baño incluido. Una parte del alojamiento está reservada para estudiantes de galés o hablantes de ese idioma que desean vivir en un ambiente donde solo se hable la lengua galesa.

Alojamiento en la ciudad
- Brynderw (apartamentos en régimen de alojamiento, capacidad 146)
- Residencias Seafront (apartamentos en régimen de alojamiento situados frente al mar y Queen's Road, con capacidad para 720–800 estudiantes, incluyendo Alexandra Hall y la residencia de posgrado de Clarendon House, ambos remodelados). Las antiguas residencias de Seafront (Plyn' and Caerleon) fueron arrasadas por el fuego en 1998. Las residencias de Seafront incluyen a Alexandra, Aberglasney, Balmoral, Blaenwern, Caerleon, Carpenter, Ceredigion, Clarendon, Glyndwr, Pumlumon y a Ty Gwerin.[9]

La universidad también es propietaria de varias casas, como la casa rural de Penglais (anexa a Pentre Jane Morgan) y apartamentos en Waun Fawr, que se alquilan a estudiantes con familias. La residencia también cuenta con habitaciones con acceso para estudiantes con discapacidad.

## Reputación y perfil académico
La Universidad de Aberystwyth aparece en el puesto 79 de The Times/Sunday Times Good University Guide en 2015, mejorando con respecto al puesto 93 que había obtenido en 2014. La publicación Times Higher Education World University Rankings la situó en el grupo de 301—350 de un total de 800 universidades, luego de haber sido situada entre las 351—400 universidades el año anterior,  mientras que QS World University Rankings la ubicó en el grupo de 501—550 para el curso académico de 2015/2016. La universidad se situó en el grupo de 601—650 el año anterior. En 2015, las empresas británicas “del sector empresarial, informático y de ingeniería” situaron a Aberystwyth en la posición 49 de un total de 62 universidades según el índice de empleo de graduados del Reino Unido, de acuerdo con un informe divulgado por Times Higher Education.
La Universidad de Aberystwyth fue incluida entre las diez mejores universidades del Reino Unido según el índice de satisfacción del alumnado en la Encuesta Nacional de Estudiantes de 2016 (NSS). La universidad también fue preseleccionada en cuatro categorías en los premios de Administración y Liderazgo de la Times Higher Education (THELMAs) (2015).

## Personas destacadas

### Lista de presidentes
- 1872–1895, Henry Austin Bruce, I barón de Aberdare
- 1895–1913, Stuart Rendel, I barón Rendel de Hatchlands
- 1913–1926, John Williams, I baronet, de la Ciudad de Londres
- 1926–1944, Edmund Davies, barón Edmund-Davies
- 1944–1954, Thomas Jones
- 1955–1964, David Hughes Parry
- 1964–1976, Ben Bowen Thomas
- 1977–1985, Cledwyn Hughes, barón Cledwyn de Penrhos
- 1985–1997, Melvyn Rosser
- 1997–2007, Elystan Morgan, barón Elystan-Morgan
- 2007–presente, Emyr Jones Parry

### Alumnos notables

#### Realeza
- Carlos de Gales
- Ahmad Tejan Kabbah, expresidente de Sierra Leona

#### Académicos
- Alan Cox, programador
- Ernest Charles Nelson, botánico
- Frederick Soddy, ganador del Premio Nobel de química (1921)
- Glanmor Williams, historiador

#### Abogados
Salleh Abas, presidente de la Corte Federal de  Malasia (1984–1988)

#### Políticos
- Joe Borg, ex-comisario europeo de asuntos marinos y pesca
- Gwynfor Evans, primer miembro del Parlamento para Plaid Cymru
- Carwyn Jones, primer ministro de Gales, miembro de la asamblea para Bridgend

#### Deportistas
- Berwyn Price, atleta

#### Artistas
- Sharon Maguire, director de películas